# Flirt Rocks
Flirt Rocks dva su nenaseljena stjenovita otočića u blizini otoka Anguille, u Karipskim Zavjetrinskim otocima. Nalaze se 1.21 km sjeverno od Prickly Pear Caysa. Seal Reef se nalazi istočno od Flirt Rocks.
Dva su otočića u skupini: Great Flirt Rock i Little Flirt Rock. Great Flirt Rock (18°16′36″N 63°10′49″W / 18.27667°N 63.18028°W) je otprilike 6.1 m iznad razine mora dok je Little Flirt (18°16′30″N 63°10′32″W / 18.27500°N 63.17556°W) visine otprilike 2.5 m do 3.0 m.